# Видби Ајланд Стејшон (Вашингтон)
Видби Ајланд Стејшон (енгл. Whidbey Island Station) насељено је место без административног статуса у америчкој савезној држави Вашингтон.

## Демографија
По попису из 2010. године број становника је 1.541, што је 523 (-25,3%) становника мање него 2000. године.
| Група             | 2000.         | 2010.       |
| Белци             | 1.286 (62,3%) | 977 (63,4%) |
| Афроамериканци    | 211 (10,2%)   | 162 (10,5%) |
| Азијати           | 222 (10,8%)   | 107 (6,9%)  |
| Хиспаноамериканци | 231 (11,2%)   | 204 (13,2%) |
| Укупно            | 2.064         | 1.541       |